# Sabah I bin Jaber
Sabah bin Jaber (Sabah I) was de eerste emir van Koeweits koninklijke familie, de al-Sabah-dynastie. De officiële Koeweitse geschiedenis verklaart dat hij eenstemmig voor de positie van sjeik werd gekozen.

## Regeerperiode van Sabah bin Jaber
In het midden van de 18e eeuw was er een Arabische stam genaamd de "Al-Utoob", waarvan Sabah bin Jabir hun leider was. Sabah bin Jabir hoorde bij de "Sabah-tak" van de stam (daarom wordt de heersende familie later als de al-Sabah dynastie van Koeweit gekend). De stam migreerde van centraal Arabië zoekend naar vruchtbaar land om zich te vestigen. Ze gingen eerst naar Qatar, daarna kwamen zij langs de zuidelijke grenzen van Irak (bezit van het Ottomaanse Rijk toentertijd). Eerst gingen ze naar Um Qasr, een kleine Iraakse stad in het noorden. Zij stuurden vertegenwoordigers naar het Ottomaanse gezag in Irak om hen de toestemming te verlenen om daarin te blijven, maar het Ottomaanse Rijk weigerde dit te doen.
Aldus trokken ze in 1752 naar het zuiden naar een verlaten fort dat bekendstond als "kut"  (de naam van het land komt alzo uit dit fort voort). Het fort lag in een land dat door een sterke stam was bezet, genaamd de "Bani-Khaled". De "Bani-Khaled" stonden de "Al-Utoob" toe om zich in het gebied te vestigen.
De pas nieuw gevestigde stam zond hun leider, sjeik Subah bin Jabir, naar de Ottomaanse gouverneur van Irak om vertrouwen te winnen bij de Ottomaanse sultan, die ook kalief van alle moslims was. Hij deed dit om een wettige status te bereiken. Aldus werd Koeweit een virtueel onafhankelijke stad met Sabah bin Jaber als hun eerste heerser, hoewel het gebied nominaal onder Ottomaanse controle stond. Na zijn dood in 1764, werd Sabah I opgevolgd door zijn jongste zoon Abdullah bin Sabah.